# Avochie Castle

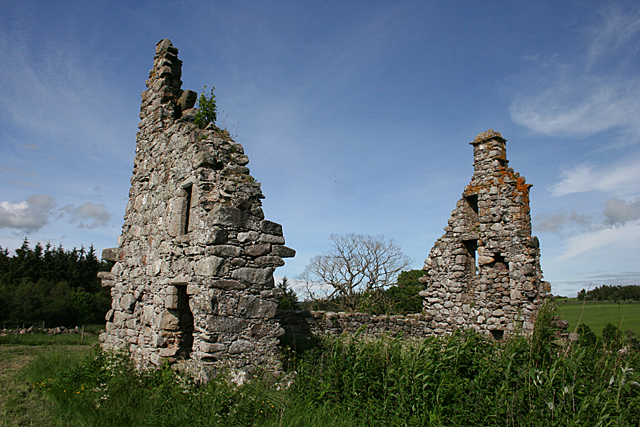
Avochie Castle

Avochie Castle ist die Ruine eines Wohnturms etwa sieben Kilometer nördlich von Huntly und östlich des Flusses Deveron in der schottischen Council Area Aberdeenshire. Das Gebäude stammt aus dem 16. oder frühen 17. Jahrhundert.
Das moderne Avochie House liegt direkt westlich davon.

## Geschichte
Das Anwesen gehörte ursprünglich dem Clan Gordon von Avochie, der sich in den Konflikten zwischen Maria Stuart und ihrem Sohn Jakob VI. engagierte.
1871 gehörte es Adam Hay Gordon.

## Architektur
Die Giebelwände mit einem Scharwachturm auf Konsolen im Südosten ist alles, was von dem Wohnturm erhalten geblieben ist.
Man sagt, das Gebäude kann kaum eine „Burg“ genannt werden, da es nur ein kleines, rechteckiges Gebäude mit kaum zwei Stockwerken sei. Seine Grundfläche beträgt 13,5 Meter × 6,3 Meter.
Historic Scotland hat Avochie Castle als historisches Bauwerk der Kategorie B gelistet.